# María Candelaria
María Candelaria es una película de drama mexicana de 1944 escrita y dirigida por Emilio "El Indio" Fernández, y protagonizada por Dolores del Río y Pedro Armendáriz. Es una parodia de los personajes de María Candelaria (Del Río) y Lorenzo Rafael (Armendáriz). Esta película presenta el debut cinematográfico de la actriz Irma Torres. 
Fue ganadora del Grand Prix del Festival de Cannes junto con otros filmes.

## Sinopsis
Una joven periodista presiona a un pintor para que muestre el retrato de una indígena desnuda que tiene en su estudio. Cuando el artista comienza a contar la historia detrás de la pintura, la acción se convierte en una regresión a Xochimilco, un pueblo lacustre situado al sur de la Ciudad de México en 1909, justo antes de la Revolución Mexicana. Xochimilco es una zona con hermosos paisajes habitada mayoritariamente por indígenas. 
La mujer del cuadro es María Candelaria (Dolores del Río), una joven indígena rechazada por su propio pueblo por ser hija de una prostituta. Ella y su amado, Lorenzo Rafael, enfrentan constantes exclusiones y amenazas. Reciben críticas y condenas por parte de la gente del pueblo. Son honestos y trabajadores, pero nada les sale bien. Don Damián, un celoso dueño de una tienda mestiza que quiere a María para él, evita que María y Lorenzo se casen y persigue a María por una pequeña deuda. Ella intenta venderle sus flores y Lorenzo intenta venderle verduras pero él se niega a tomarlas. En cambio, mata a un lechón que María y Lorenzo planeaban criar y vender para tener suficiente dinero para casarse. Cuando María contrae malaria, Don Damián se niega a darle a la pareja la quinina necesaria para combatir la enfermedad. Lorenzo Rafael irrumpe en la tienda para robar la medicina. Además de la "quinina", roba el vestido de novia para María Candelaria. Lorenzo Rafael va a la cárcel por robar y María Candelaria accede a modelar para que el pintor pague su liberación. El artista comienza a pintar su retrato y luego le pide que pose desnuda. Ella se niega, así que el cuadro es terminado con el cuerpo desnudo de otra mujer. Cuando la gente de Xochimilco ve la pintura, asume que es María Candelaria, por lo cual arman un gran alboroto, pues creen que resultó igual que su madre. Por lo anterior, van hasta la chinampa donde habita, queman su choza y destruyen su hogar. Los habitantes "chismosos" de Xochimilco la persiguen hasta acorralarla en una vereda cercana a la cárcel donde Lorenzo Rafael se encuentra todavía preso. Ahí, sin más: el pueblo da muerte a la protagonista, María Candelaria es lapidada de forma brutal y Lorenzo Rafael logra escapar de la prisión, pero es demasiado tarde, solo logra llegar para sostener a su amada que muere en sus brazos.
Finalmente, el cuerpo de María Candelaria es llevado por Lorenzo Rafael en una chalupa adornada con Margaritas, por el "Canal de los Muertos" de Xochimilco.
De manera similar, la representación de los aldeanos con prejuicios, principalmente mujeres estridentes e intimidantes, no es particularmente sutil, aunque las interacciones con el sacerdote revelan una negociación más compleja y fluctuante entre la superstición de mente estrecha y (en este contexto) una forma relativamente ilustrada de cristianismo. El temperamento malévolo de las mujeres del pueblo (todas las ceño fruncido con el mal de ojo) se contrasta con la belleza 'inocente' de Mara Candelaria, "la esencia de la auténtica belleza mexicana", según el pintor (Alberto Galán), quien también es crucial en la tragedia que se desarrolla.

## Reparto
| Actor                     | Personaje        |
| ------------------------- | ---------------- |
| Dolores del Río           | María Candelaria |
| Pedro Armendáriz          | Lorenzo Rafael   |
| Luis Aragón               | Bardo            |
| Alberto Galán             | El pintor        |
| Miguel Inclán             | Don Damián       |
| Rafael Icardo             | El cura          |
| Margarita Cortés          | Lupe             |
| Lupe Inclán               | La chismosa      |
| Salvador Quiroz           | El juez          |
| Julio Ahuet               | José Alfonso     |
| Beatriz Ramos             | Periodista       |
| Lupe Inclán               | La cotilla       |
| Salvador Quiroz           | El juez          |
| Nieves                    | Modelo #1        |
| Elda Loza                 | Modelo #2        |
| Lupe Garnica              | Modelo #3        |
| Arturo Soto Rangel        | Doctor           |
| David Valle González      | Secretario       |
| José Torvay               | Policía          |
| Enrique Zambrano          | Doctor           |
| Alberto Cortés            |                  |
| Alfonso Jiménez Kilómetro |                  |
| Irma Torres               |                  |
| Lupe del Castillo         |                  |

## Comentarios y curiosidades
- La película fue un regalo de Emilio Fernández a Dolores del Río por el día de su cumpleaños. Fue escrita en una sola noche en un centro nocturno en servilletas de papel.

- La cinta se filmó completamente en Xochimilco, en unos sets magníficamente construidos por Manolo Fontanals, y estuvo llena de imprevistos, principalmente por el constante choque de temperamentos entre Fernández y Del Río. Al final, su trabajo fue elogiado por la crítica internacional, y se considera la obra más importante de su estrecha colaboración.

- Este filme ocupa el lugar 37 dentro de la lista de las 100 mejores películas del cine mexicano, según la opinión de 25 críticos y especialistas del cine en México, publicada por la revista somos en julio de 1994.[1]

## Premios
- La cinta fue ganadora del Grand Prix del Festival de Cannes en 1946.
- También recibió un reconocimiento a la mejor cinematografía para Gabriel Figueroa en el mismo festival.